# Palante
Palante ist eine Gemeinde im französischen Département Haute-Saône in der Region Bourgogne-Franche-Comté.

## Geographie

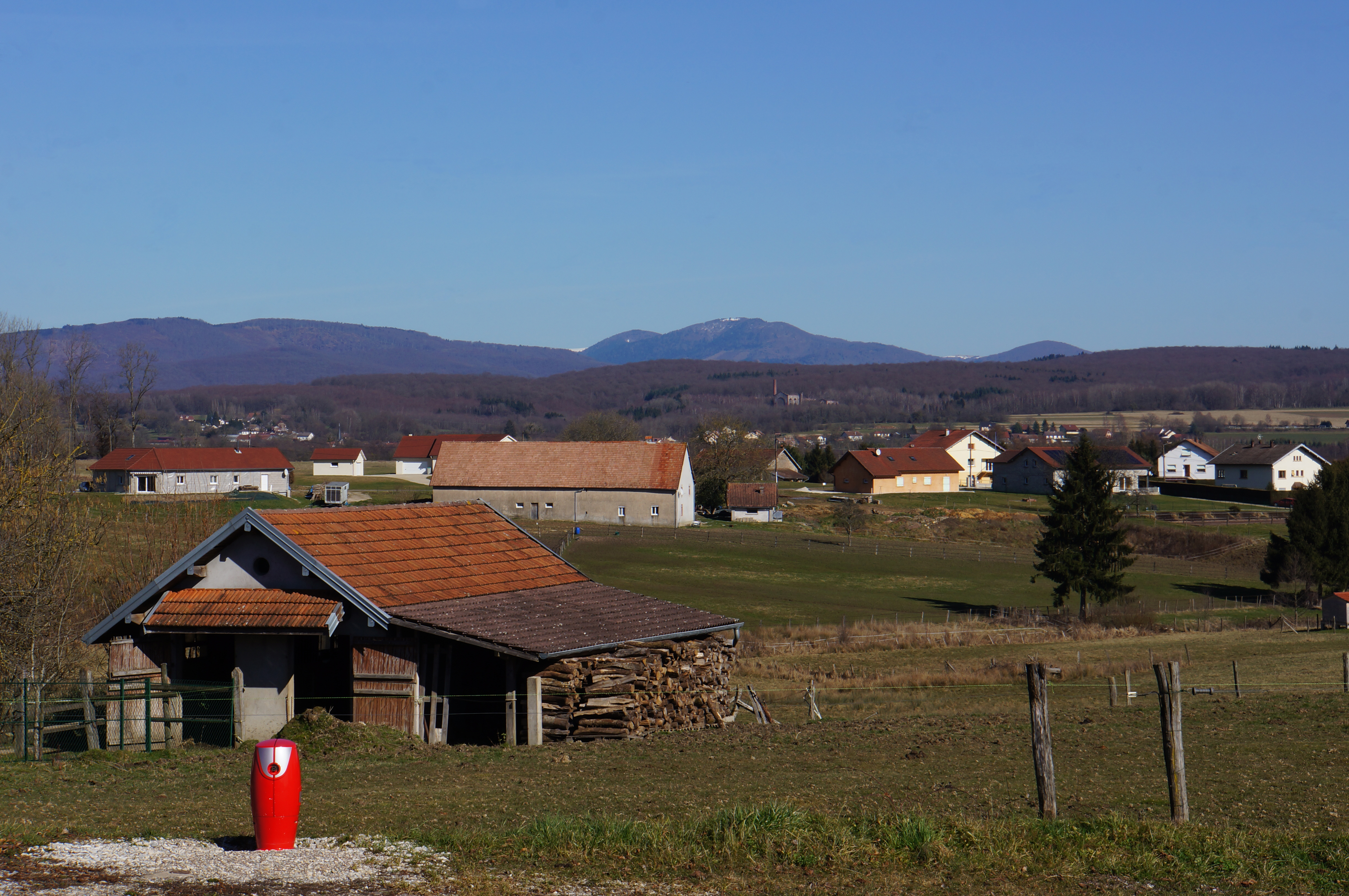
Blick auf Palante

Palante liegt auf einer Höhe von 308 m über dem Meeresspiegel, sieben Kilometer ostsüdöstlich von Lure und etwa 21 Kilometer westlich der Stadt Belfort (Luftlinie). Das Dorf erstreckt sich im östlichen Teil des Départements, leicht erhöht westlich der Niederung des Rognon, am Westrand der Höhen des Chérimont.
Die Fläche des 3,46 km² großen Gemeindegebiets umfasst einen Abschnitt in der leicht gewellten Landschaft südöstlich der Ebene von Lure. Die östliche Grenze verläuft stets entlang dem Rognon, der für die Entwässerung über den Scey zum Ognon sorgt. Die Alluvialniederung liegt durchschnittlich auf 300 m und weist eine Breite von rund 500 Metern auf. Vom Flusslauf erstreckt sich das Gemeindeareal westwärts auf die Anhöhe von Palante und bis in die Mulde eines rechten Seitenbaches des Rognon. Auf dem Gebiet, das überwiegend landwirtschaftlich genutzt wird, befinden sich mehrere Fischweiher. Nach Norden reicht der Gemeindeboden in die Waldung La Noye Jeannin. Mit 337 m wird hier die höchste Erhebung von Palante erreicht. In geologisch-tektonischer Hinsicht besteht aus Gebiet aus kalkigen und sandig-mergeligen Sedimenten, die während der Lias (Unterjura) und der Trias (insbesondere Muschelkalk) abgelagert wurden.
Nachbargemeinden von Palante sind La Côte und Magny-Danigon im Norden, Andornay im Osten, Lyoffans im Süden sowie Frotey-lès-Lure und Roye im Westen.

## Geschichte
Im Mittelalter gehörte Palante zur Freigrafschaft Burgund und darin zum Gebiet des Bailliage d’Amont. Die lokale Herrschaft hatte das Kloster Lure inne, das Palante im Jahr 1290 Hugues de Bourgogne auf Lebenszeit überließ. Bereits 1449 erhielten die Bewohner gewisse Freiheitsrechte zugesprochen. Zusammen mit der Franche-Comté gelangte der Ort mit dem Frieden von Nimwegen 1678 definitiv an Frankreich. Heute ist Palante Mitglied des 22 Ortschaften umfassenden Gemeindeverbandes Communauté de communes du Pays de Lure. Palante besitzt keine eigene Kirche, es gehört zur Pfarrei Lyoffans.

## Bevölkerung
| Jahr                       | 1962 | 1968 | 1975 | 1982 | 1990 | 1999 | 2006 | 2018 |
| Einwohner                  | 106  | 103  | 103  | 124  | 164  | 156  | 169  | 241  |
| Quellen: Cassini und INSEE |      |      |      |      |      |      |      |      |

Mit 245 Einwohnern (1. Januar 2022) gehört Palante zu den kleinen Gemeinden des Départements Haute-Saône. Nachdem die Einwohnerzahl in der ersten Hälfte des 20. Jahrhunderts abgenommen hatte (1881 wurden noch 160 Personen gezählt), wurde von 1975 bis 1990 wieder ein kontinuierliches Bevölkerungswachstum verzeichnet. Seither verblieb die Einwohnerzahl auf konstantem Niveau.

## Wirtschaft und Infrastruktur
Palante war bis weit ins 20. Jahrhundert hinein ein vorwiegend durch die Landwirtschaft (Ackerbau, Obstbau und Viehzucht), die Forstwirtschaft und die Fischzucht geprägtes Dorf. Daneben waren auch Gips- und Kalkabbau von Bedeutung. Heute gibt es einige Betriebe des lokalen Kleingewerbes. In den letzten Jahrzehnten hat sich das Dorf zu einer Wohngemeinde gewandelt. Viele Erwerbstätige sind deshalb Wegpendler, die in den größeren Ortschaften der Umgebung und in der Agglomeration Belfort-Montbéliard ihrer Arbeit nachgehen.
Die Ortschaft ist verkehrstechnisch gut erschlossen. Sie liegt nahe der Departementsstraße D438, die von Lure nach Montbéliard führt und in diesem Bereich zur vierspurigen Schnellstraße ausgebaut ist. Weitere Straßenverbindungen bestehen mit Frotey-lès-Lure, Lyoffans, Andornay und La Côte.